# Arzthaftung (Deutschland)
Unter Arzthaftung versteht man in Deutschland die zivilrechtliche Verantwortlichkeit eines Arztes gegenüber einem Patienten bei Verletzung der ärztlichen Sorgfaltspflichten.
Wenn ein Arzt einen Patienten behandelt, so kommt damit – rechtlich betrachtet – ein Behandlungsvertrag zustande. Aus dem Behandlungsvertrag schuldet der Arzt die Einhaltung der erforderlichen Sorgfaltspflichten bei der Behandlung. Dies gilt auch dann, wenn der Arzt kein Honorar verlangt oder das Honorar von dritter Seite, etwa einem Sozialversicherungsträger, getragen wird. Aufgrund dieses Vertrages, eines Dienstvertrages, schuldet der Arzt nicht einen bestimmten Erfolg – die Heilung des Patienten –, sondern fachgerechte Bemühungen mit dem Ziel der Heilung oder Linderung von Beschwerden. Verstößt er gegen Sorgfaltspflichten, so ist der Arzt dem Patienten zum Schadenersatz verpflichtet. Diese Haftung lässt sich in gleicher Weise auf unerlaubte Handlung (§ 823 BGB) stützen, da der Arzt dann zugleich unberechtigt die Gesundheit beeinträchtigt oder die körperliche Integrität verletzt.
Die ärztlichen Pflichten und möglichen Verstöße sind zahlreich. Sie lassen sich im Wesentlichen gruppieren in Behandlungsfehler, Aufklärungsversäumnisse, Dokumentationsfehler und sonstige Pflichtverstöße.

## Behandlungsfehler
Der Arzt schuldet eine fachgerechte Behandlung des Patienten, nicht jedoch einen konkreten Erfolg. Er schuldet eine Behandlung entsprechend dem Stand der medizinischen Erkenntnisse des jeweiligen medizinischen Fachbereichs (sogenannter Facharztstandard).
Im Arzthaftungsprozess ist deshalb in der Regel die Beauftragung eines medizinischen Sachverständigen mit einem Gutachten notwendig. Auch außerhalb eines Gerichtsverfahrens erkennen die Berufshaftpflichtversicherungen einen Behandlungsfehler i. d. R. nur dann an, wenn ein Gutachten vorgelegt wird, das diesen nachweist. Das kann ein von der ärztlichen Schlichtungsstelle beauftragter Gutachter, ein Gutachter des Medizinischen Dienstes der Krankenversicherung oder ein sonstiger medizinischer Sachverständiger sein. Im Rahmen des Gutachtens wird geprüft, ob der Arzt die zur Zeit der Behandlung geltenden wissenschaftlich erprobten und empfohlenen abklärenden (diagnostischen) und therapeutischen Maßnahmen korrekt angewandt hat. Wird die Verletzung der ärztlichen Kunst bejaht, wird vom Sachverständigen weiter geprüft, ob durch diese Pflichtverletzung ein Gesundheitsschaden kausal verursacht wurde. Liegt dies vor, hat sich der Arzt gegenüber dem Patienten schadensersatzpflichtig gemacht. Zu dem Schadensersatz gehört auch ein angemessenes Schmerzensgeld.

## Aufklärungsfehler
Jede ärztliche Maßnahme greift in innere Lebensvorgänge ein oder verletzt die körperliche Integrität des Patienten. Sie erfüllt daher den Tatbestand einer Körperverletzung im zivil- wie strafrechtlichen Sinn (§ 223 StGB) und ist nur mit Zustimmung des Patienten gerechtfertigt (§ 228 StGB). Zustimmung setzt aber voraus, dass der Patient über die beabsichtigte Maßnahme, ihre Erfolgsaussichten und die möglichen negativen Folgen informiert ist. Sofern es sich nicht um Belanglosigkeiten handelt, muss der Arzt den Patienten über diese Fragen aufklären. Die Ausführlichkeit der Aufklärung richtet sich dabei u. a. nach der Notwendigkeit des Eingriffs: Während bei einer Notoperation an einem bewusstlosen Unfallpatienten die Aufklärungspflicht entfällt, muss beispielsweise bei einer Schönheitsoperation besonders sorgfältig über die Risiken, die Kosten des Eingriffs und die Erfolgsaussichten aufgeklärt werden.
Diese Eingriffsaufklärung rechtfertigt erst die Heilbehandlung des Arztes und muss daher vom Arzt belegt werden können. Ein Aufklärungsfehler führt prinzipiell zur Unwirksamkeit der Einwilligung. Dem Patienten wird deshalb vor Eingriffen eine Einwilligungserklärung zur Unterschrift vorgelegt, die – vollständig ausgefüllt und unterschrieben – den erforderlichen Nachweis für die Arztseite erbringt. Die Aufklärung kann auch mit anderen Beweismitteln, wie einem Eintrag in der Dokumentation oder einer Zeugenaussage belegt werden.
Die Eingriffsaufklärung muss so rechtzeitig erfolgen, dass der Patient sich frei entscheiden kann. Regelmäßig ist bei der Vereinbarung des Eingriffs aufzuklären, bei Operationen, abgesehen von Notfällen, am Tag vor der Operation. Vor der Behandlung von Kindern sind deren Eltern aufzuklären, ab dem 14. Lebensjahr müssen darüber hinaus die Jugendlichen selbst zustimmen. Bei Sprachschwierigkeiten muss der Arzt nach Möglichkeit einen Übersetzer beiziehen, damit der Patienten die erforderliche Information versteht. In Notfällen wird sich die Aufklärungspflicht auf das Machbare beschränken, bei nicht ansprechbaren Patienten können Angehörige oder eine Patientenverfügung Aufschluss über den mutmaßlichen Willen des Patienten geben. Bei aufschiebbaren Eingriffen ist bei einwilligungsunfähigen Patienten ein vorläufiger Betreuer zu bestellen oder die Zustimmung des Betreuungsgerichts einzuholen.
Das Aufklärungsgespräch kann keine medizinischen Detailkenntnisse vermitteln. Es soll in der asymmetrischen Patient-Arzt-Beziehung die Position des Patienten stärken: Der Arzt schlägt die medizinischen Maßnahmen vor und hat die vorgesehene Behandlung in verständlicher Sprache zu erklären. Auf diese Weise soll sich der Patient aus Laiensicht ein Bild von den vorgeschlagenen Maßnahmen und den damit verbundenen Risiken sowie von möglichen Behandlungsalternativen machen können.
Ist die Aufklärung unterblieben, kann sich der Arzt zwar darauf berufen, dass der Patient bei vorgenommener Aufklärung der Therapie zugestimmt hätte (Rechtmäßiges Alternativverhalten). Der Patient kann seinerseits geltend machen, dass er in diesem Fall von einer Behandlung Abstand genommen hätte.

## Dokumentationsfehler
Der Arzt hat seine Befunde, eingeleitete therapeutische Maßnahmen und abzuklärende Fragen zu dokumentieren. Damit soll er nicht nur sich selbst Rechenschaft über die Behandlung seines Patienten ablegen, sondern für den Fall seines Ausscheidens einen anderen Arzt in die Lage versetzen, seine Behandlung problemlos fortzusetzen. Diese Dokumentation, zu der auch Laborergebnisse, Ausdrucke von Untersuchungen mit bildgebenden Verfahren wie Ultraschall oder Röntgenbilder gehören, hat der Arzt sorgfältig zu verwahren. Erfolgt dies unzureichend, spricht man von einer Dokumentationspflichtverletzung.
Eine dementsprechend auch zeitnah geführte, vollständige und widerspruchsfreie Dokumentation des Arztes steht als Beweismittel zur Verfügung. Sie kann sowohl vom Patienten als auch vom Arzt als Beweismittel im Prozess verwendet werden.
Lücken der Dokumentation lassen diesen Beweis entfallen. Zu Lasten des Arztes wird dann die ungünstigste Alternative unterstellt. Dies führt regelmäßig zu einer Umkehr der Beweislast: nicht der Patient muss einen Fehler des Arztes, vielmehr muss nun der Arzt beweisen, dass er auch für diesen Fall richtig gehandelt hat.

## Sonstige Pflichtverstöße
Auch die Verletzung anderer Pflichten, etwa der Organisationspflichten, begründet einen Schadenersatzanspruch des Patienten gegenüber seinem Arzt. Dazu gehört zum Beispiel die Einhaltung der Sprechzeiten, die Überweisung vom Hausarzt zum Facharzt oder die rechtzeitige Einweisung in ein Krankenhaus.

## Durchsetzung der Ansprüche

### Verhandlungen, Schlichtungsstellen und Arzthaftungsprozess
Die Durchsetzung von Ansprüchen des Patienten gegen seinen Arzt erfolgt in den meisten Fällen im Wege von Verhandlungen, zumeist zwischen Patient bzw. seinem Anwalt und der Haftpflichtversicherung des Arztes. Im Ablehnungsfall steht dem Patienten ein für ihn kostenfreies Verfahren bei der zuständigen Landesärztekammer oder Landeszahnärztekammer offen, in dem seine Vorwürfe von (mindestens) einem Gutachter geprüft werden. Voraussetzung ist jedoch, dass der Arzt dem Schlichtungsverfahren zustimmt. Die Einschätzung der Schlichtungsstelle ist nur eine unverbindliche Empfehlung, die keine Seite akzeptieren muss. Ferner gibt es bei gesetzlich Krankenversicherten noch die Möglichkeit im zahnärztlichen Bereich einen zwischen Krankenkassen und Kassenzahnärztlichen Vereinigungen einvernehmlich bestellten Gutachter zu beauftragen und im ärztlichen Bereich ein Gutachten des Medizinischen Dienstes der Krankenkassen anfertigen zu lassen. Letztlich bleibt immer noch die Möglichkeit einer Zivilklage. Das Gericht entscheidet den Fall dann für beide Parteien verbindlich.
Da das Arzthaftungsrecht ein Spezialgebiet ist, haben die meisten Landgerichte Spezialkammern gebildet, die sich ausschließlich mit derartigen Prozessen befassen. Landgerichte sind jedoch erst ab Streitwerten über 5000 € zuständig.

### Beweislast und Beweislasterleichterungen
Die Frage, wer das Vorliegen bzw. das Nichtvorliegen der Voraussetzungen für einen Schadenersatzanspruch zu beweisen hat, ist in der juristischen Auseinandersetzung von großer Bedeutung. Sowohl für die Frage des Verstoßes gegen die Regeln der ärztlichen Heilkunde als auch des kausalen Zusammenhangs zwischen dem Behandlungsfehler und dem Gesundheitschaden ist grundsätzlich die Patientenseite beweispflichtig, das heißt, der Patient muss beim Schadensersatzanspruch beweisen, dass der Arzt durch einen konkreten Fehler seine jetzt beklagten Beschwerden verursacht hat.
Auch das Verschulden des Arztes und die oben erwähnte Kausalität muss der Patient nachweisen.
Es reicht nicht aus zu behaupten, dass die Therapie fehlgeschlagen sei. Auch eine erst nach seiner Behandlung etablierte Behandlungsmethode kann der Patient nicht fordern.
Er wird sich bei seiner Argumentation auf ärztliche Gutachter stützen müssen. In der Regel wird letztlich nicht der Arzt, sondern seine Haftpflichtversicherung für den wirtschaftlichen Schaden ggf. aufkommen. Auch im arzthaftungsrechtlichen Rechtsstreit kann ein Ablehnungsgesuch gegen den Sachverständigen wegen Besorgnis der Befangenheit gestellt werden, wenn diese begründet ist.
In seltenen Fällen kommt dem Patienten der sogenannte Anscheinsbeweis zugute. Wenn also aus einem festgestellten Behandlungsfehler typischerweise auf das Vorliegen eines Verschuldens und auf die Kausalität von Seiten des Arztes geschlossen werden kann, greift der Anscheinsbeweis.
Nur dann, wenn der Patient einen groben Behandlungsfehler nachweisen kann, erfolgt eine Umkehr der Beweislast (BGH früher: „Beweiserleichterungen bis hin zur Beweislastumkehr“). Dann muss der Arzt beweisen, dass der eingetretene Schaden nicht auf einem groben Behandlungsfehler beruht. Die Rechtsprechung geht davon aus, dass all das, was nicht ärztlich dokumentiert wurde, aber dokumentiert werden muss, tatsächlich nicht erfolgt ist. Insoweit sind Dokumentationsfehler oft der Beginn eines erfolgreichen Arzthaftungsprozesses, weil sie Grundlage für die Annahme eines groben Behandlungsfehlers werden können. Das Vorliegen eines groben Behandlungsfehlers wird von den Gerichten jedoch relativ selten angenommen.
Die mangelnde Erhebung oder Sicherung von Kontrollbefunden führt zu einer Beweislasterleichterung zu Gunsten des Patienten. Bei Befunderhebungsfehlern bestehen die besten Chancen einen Arzthaftungsprozess zu gewinnen.
Aus der Praxis der Schlichtungsstellen weiß man, dass in ca. 1/3 aller eingereichten Fälle eine Verletzung ärztlicher Sorgfaltspflichten bejaht wird. Für Gerichtsprozesse gibt es keine offiziellen Statistiken.

### Schadensersatz und Schmerzensgeld
Sollte ein Behandlungsfehler festgestellt werden, steht dem Patienten ein Anspruch auf Ausgleich der materiellen und immateriellen Schäden zu. Im Wesentlichen gehören hierzu Positionen wie Schmerzen, Verdienstausfall, Haushaltsführungsschaden, Medikamentenkosten, Arztzuzahlungen (sofern nicht durch die Krankenkasse übernommen), Pflegeschäden, Rentenschäden, Fahrtkosten usw.
Die Höhe eines möglichen Schmerzensgeldes richtet sich dabei nach dem Ausmaß der Beeinträchtigung. Das bislang höchste Schmerzensgeld urteilte das Landgericht Gießen und verurteilte eine Klinik zu 800.000 € Schmerzensgeld zuzüglich weiterer Schadenspositionen. Die Höhe orientierte sich dabei an vergleichbaren Entscheidungen der Rechtsprechung über die Jahre. Die Art und Weise der Berechnung erfuhr jedoch Kritik durch Rechtsprechung und Literatur.